# Tephritis plebeia
Tephritis plebeia är en tvåvingeart som beskrevs av Malloch 1931. Tephritis plebeia ingår i släktet Tephritis och familjen borrflugor. Inga underarter finns listade i Catalogue of Life.